# Hans Eriksson (Eishockeyspieler, 1932)
Hans Eriksson (* 24. November 1932; † 1971) war ein schwedischer Eishockeyspieler. 

## Karriere
Hans Eriksson begann seine Karriere als Eishockeyspieler beim Brynäs IF, für dessen Profimannschaft er von 1954 bis 1957 in der Division 1, der damals höchsten schwedischen Spielklasse, aktiv war. Anschließend verbrachte er vier Jahre beim Stadtnachbarn Gävle Godtemplares IK, ehe er von 1961 bis 1964 erneut für Brynäs auflief. In der Saison 1963/64 gewann er mit Brynäs den schwedischen Meistertitel. Im Anschluss an den Erfolg beendete er seine Karriere im Alter von 31 Jahren. 

### International
Für Schweden nahm Eriksson an der Weltmeisterschaft 1957 teil, bei der er mit seiner Mannschaft die Goldmedaille gewann. Als bestes europäisches Team wurde Schweden zudem Europameister. 

## Erfolge und Auszeichnungen
- 1957 Goldmedaille bei der Weltmeisterschaft
- 1964 Schwedischer Meister mit Brynäs IF